# Tour de France 2025/13. Etappe
Die 13. Etappe der Tour de France 2025 fand am 18. Juli 2025 statt. Sie bildete das zweite Einzelzeitfahren der 112. Austragung des französischen Etappenrennens und fand im Rahmen eines Bergzeitfahrens statt. Die Stecke führte von Loudenvielle über 10,9 Kilometer nach Peyragudes, wo sich das Ziel auf dem Altiport auf einer Höhe von 1580 Metern befand. Nach der Zielankunft hatten die Fahrer insgesamt 2037,1 Kilometer absolviert, was 61,01 % der Gesamtdistanz entsprach.

## Streckenführung
Der Start erfolgte in Loudenvielle auf der Allée Laurent Brochard am Ostufer der Neste du Louron. Über die D25 verließen die Fahrer den Startort und passierten dabei den Lac de Génos-Loudenvielle. Nach rund zwei Kilometern erfolgte eine kurze Abfahrt mit einer Kehre, ehe es nach Estarvielle ging, wo die Auffahrt zum Zielort über die D618 begann. An der Kreuzung der D25 und D618 wurde nach den ersten vier flachen Kilometern zudem die erste Zwischenzeit genommen. Nun folgten rund 4,5 Kilometer auf der D618, die auf den Col de Peyresourde führte. Die Steigungsprozente lagen dabei im Schnitt bei rund 8 %, wobei nach 7,6 Kilometern die zweite Zwischenzeit genommen wurde. Etwas mehr als zwei Kilometer vor dem Ziel bogen die Fahrer rechts auf die D619 ab und überquerten den Ruisseau de Bayet. In diesem Streckenabschnitt flachte die Straße kurzfristig auf rund 5 % ab, ehe die Straße auf den letzten zwei Kilometern wieder deutlich stärker zu steigen begann. Der letzte Kilometer führte zunächst über zwei Kehren, bevor die Fahrer links auf die Start- und Landebahn des Altiport de Peyresourde Balestas abbogen. Auf diesem wurden die letzten Meter absolviert, wobei maximale Steigungsprozente von 16 % erreicht wurden. Insgesamt mussten auf den 10,9 Kilometern 635 Höhenmeter absolviert werden. Im Ziel wurde eine Bergwertung der 1. Kategorie abgenommen.
|                            | Ort                 | Kilometer | Länge (km) | Höhe (m) | Ø Steigung | max. Steigung |
| -------------------------- | ------------------- | --------- | ---------- | -------- | ---------- | ------------- |
| Start                      | Loudenvielle        | 0         |            |          |            |               |
| 1. Zwischenzeit            | Estarvielle (D618)  | 4         |            |          |            |               |
| 2. Zwischenzeit            | Loudervielle (D618) | 7,6       |            |          |            |               |
| Bergwertung (1. Kategorie) | Peyragudes          | 10,9      | 8          | 1580     | 7,9 %      | 16 %          |
| Ziel                       | Peyragudes          | 10,9      |            |          |            |               |

## Ergebnis
| \| Etappenergebnis \| Etappenergebnis \| Etappenergebnis \| Etappenergebnis \| Etappenergebnis \| \| Fahrer \| Fahrer \| Land \| Team \| Zeit \| \| --------------- \| ---------------- \| ---------------------- \| -------------------------- \| --------------- \| \| 1. \| Tadej Pogačar \| Slowenien \| UAE Team Emirates XRG \| 23 min 00 s \| \| 2. \| Jonas Vingegaard \| Dänemark \| Team Visma \\| Lease a Bike \| + 36 s \| \| 3. \| Primož Roglič \| Slowenien \| Red Bull-Bora-Hansgrohe \| + 1 min 20 s \| \| 4. \| Florian Lipowitz \| Deutschland \| Red Bull-Bora-Hansgrohe \| + 1 min 56 s \| \| 5. \| Lucas Plapp \| Australien \| Team Jayco AlUla \| + 1 min 58 s \| \| 6. \| Matteo Jorgenson \| Vereinigte Staaten \| Team Visma \\| Lease a Bike \| + 2 min 03 s \| \| 7. \| Oscar Onley \| Vereinigtes Königreich \| Team Picnic-PostNL \| + 2 min 06 s \| \| 8. \| Adam Yates \| Vereinigtes Königreich \| UAE Team Emirates XRG \| + 2 min 15 s \| \| 9. \| Lenny Martinez \| Frankreich \| Bahrain Victorious \| + 2 min 21 s \| \| 10. \| Felix Gall \| Österreich \| Decathlon-AG2R La Mondiale \| + 2 min 22 s \| |                  |                        |                            |              |
| |                  |                        |                            |              |
| Quellen: ProCyclingStats Cycling Quotient |                  |                        |                            |              |
| Etappenergebnis |                  |                        |                            |              |
| Fahrer | Fahrer           | Land                   | Team                       | Zeit         |
| 1. | Tadej Pogačar    | Slowenien              | UAE Team Emirates XRG      | 23 min 00 s  |
| 2. | Jonas Vingegaard | Dänemark               | Team Visma \| Lease a Bike | + 36 s       |
| 3. | Primož Roglič    | Slowenien              | Red Bull-Bora-Hansgrohe    | + 1 min 20 s |
| 4. | Florian Lipowitz | Deutschland            | Red Bull-Bora-Hansgrohe    | + 1 min 56 s |
| 5. | Lucas Plapp      | Australien             | Team Jayco AlUla           | + 1 min 58 s |
| 6. | Matteo Jorgenson | Vereinigte Staaten     | Team Visma \| Lease a Bike | + 2 min 03 s |
| 7. | Oscar Onley      | Vereinigtes Königreich | Team Picnic-PostNL         | + 2 min 06 s |
| 8. | Adam Yates       | Vereinigtes Königreich | UAE Team Emirates XRG      | + 2 min 15 s |
| 9. | Lenny Martinez   | Frankreich             | Bahrain Victorious         | + 2 min 21 s |
| 10. | Felix Gall       | Österreich             | Decathlon-AG2R La Mondiale | + 2 min 22 s |

## Gesamtstände
| \| Gesamtwertung \| Gesamtwertung \| Gesamtwertung \| Gesamtwertung \| Gesamtwertung \| \| Fahrer \| Fahrer \| Land \| Team \| Zeit \| \| ------------- \| -------------------------- \| ---------------------- \| -------------------------- \| ---------------- \| \| 1. \| Tadej Pogačar \| Slowenien \| UAE Team Emirates XRG \| 45 h 45 min 51 s \| \| 2. \| Jonas Vingegaard \| Dänemark \| Team Visma \\| Lease a Bike \| + 4 min 07 s \| \| 3. \| Remco Evenepoel \| Belgien \| Soudal Quick-Step \| + 7 min 24 s \| \| 4. \| Florian Lipowitz \| Deutschland \| Red Bull-Bora-Hansgrohe \| + 7 min 30 s \| \| 5. \| Oscar Onley \| Vereinigtes Königreich \| Team Picnic-PostNL \| + 8 min 11 s \| \| 6. \| Kévin Vauquelin \| Frankreich \| Arkéa-B&B Hotels \| + 8 min 15 s \| \| 7. \| Primož Roglič \| Slowenien \| Red Bull-Bora-Hansgrohe \| + 8 min 50 s \| \| 8. \| Tobias Halland Johannessen \| Norwegen \| Uno-X Mobility \| + 10 min 36 s \| \| 9. \| Felix Gall \| Österreich \| Decathlon-AG2R La Mondiale \| + 11 min 43 s \| \| 10. \| Matteo Jorgenson \| Vereinigte Staaten \| Team Visma \\| Lease a Bike \| + 14 min 15 s \| |                            |                        |                            |                  |
| |                            |                        |                            |                  |
| Quellen: ProCyclingStats Cycling Quotient |                            |                        |                            |                  |
| Gesamtwertung |                            |                        |                            |                  |
| Fahrer | Fahrer                     | Land                   | Team                       | Zeit             |
| 1. | Tadej Pogačar              | Slowenien              | UAE Team Emirates XRG      | 45 h 45 min 51 s |
| 2. | Jonas Vingegaard           | Dänemark               | Team Visma \| Lease a Bike | + 4 min 07 s     |
| 3. | Remco Evenepoel            | Belgien                | Soudal Quick-Step          | + 7 min 24 s     |
| 4. | Florian Lipowitz           | Deutschland            | Red Bull-Bora-Hansgrohe    | + 7 min 30 s     |
| 5. | Oscar Onley                | Vereinigtes Königreich | Team Picnic-PostNL         | + 8 min 11 s     |
| 6. | Kévin Vauquelin            | Frankreich             | Arkéa-B&B Hotels           | + 8 min 15 s     |
| 7. | Primož Roglič              | Slowenien              | Red Bull-Bora-Hansgrohe    | + 8 min 50 s     |
| 8. | Tobias Halland Johannessen | Norwegen               | Uno-X Mobility             | + 10 min 36 s    |
| 9. | Felix Gall                 | Österreich             | Decathlon-AG2R La Mondiale | + 11 min 43 s    |
| 10. | Matteo Jorgenson           | Vereinigte Staaten     | Team Visma \| Lease a Bike | + 14 min 15 s    |

| Punktewertung | Punktewertung        | Punktewertung          | Punktewertung              | Punktewertung |
| Fahrer        | Fahrer               | Land                   | Team                       | Punkte        |
| ------------- | -------------------- | ---------------------- | -------------------------- | ------------- |
| 1.            | Jonathan Milan       | Italien                | Lidl-Trek                  | 231 P.        |
| 2.            | Tadej Pogačar        | Slowenien              | UAE Team Emirates XRG      | 203 P.        |
| 3.            | Mathieu van der Poel | Niederlande            | Alpecin-Deceuninck         | 173 P.        |
| 4.            | Biniam Girmay        | Eritrea                | Intermarché-Wanty          | 154 P.        |
| 5.            | Tim Merlier          | Belgien                | Soudal Quick-Step          | 150 P.        |
| 6.            | Jonas Vingegaard     | Dänemark               | Team Visma \| Lease a Bike | 120 P.        |
| 7.            | Anthony Turgis       | Frankreich             | Team TotalEnergies         | 117 P.        |
| 8.            | Jonas Abrahamsen     | Norwegen               | Uno-X Mobility             | 90 P.         |
| 9.            | Quinn Simmons        | Vereinigte Staaten     | Lidl-Trek                  | 82 P.         |
| 10.           | Oscar Onley          | Vereinigtes Königreich | Team Picnic-PostNL         | 78 P.         |

| Bergwertung | Bergwertung                | Bergwertung | Bergwertung                | Bergwertung |
| Fahrer      | Fahrer                     | Land        | Team                       | Punkte      |
| ----------- | -------------------------- | ----------- | -------------------------- | ----------- |
| 1.          | Tadej Pogačar              | Slowenien   | UAE Team Emirates XRG      | 37 P.       |
| 2.          | Lenny Martinez             | Frankreich  | Bahrain Victorious         | 27 P.       |
| 3.          | Jonas Vingegaard           | Dänemark    | Team Visma \| Lease a Bike | 27 P.       |
| 4.          | Michael Woods              | Kanada      | Israel-Premier Tech        | 22 P.       |
| 5.          | Ben Healy                  | Irland      | EF Education-EasyPost      | 16 P.       |
| 6.          | Florian Lipowitz           | Deutschland | Red Bull-Bora-Hansgrohe    | 16 P.       |
| 7.          | Bruno Armirail             | Frankreich  | Decathlon-AG2R La Mondiale | 15 P.       |
| 8.          | Mattias Skjelmose          | Dänemark    | Lidl-Trek                  | 11 P.       |
| 9.          | Michael Storer             | Australien  | Tudor Pro Cycling Team     | 10 P.       |
| 10.         | Tobias Halland Johannessen | Norwegen    | Uno-X Mobility             | 10 P.       |

| Nachwuchswertung | Nachwuchswertung  | Nachwuchswertung       | Nachwuchswertung        | Nachwuchswertung |
| Fahrer           | Fahrer            | Land                   | Team                    | Zeit             |
| ---------------- | ----------------- | ---------------------- | ----------------------- | ---------------- |
| 1.               | Remco Evenepoel   | Belgien                | Soudal Quick-Step       | 45 h 53 min 15 s |
| 2.               | Florian Lipowitz  | Deutschland            | Red Bull-Bora-Hansgrohe | + 6 s            |
| 3.               | Oscar Onley       | Vereinigtes Königreich | Team Picnic-PostNL      | + 47 s           |
| 4.               | Kévin Vauquelin   | Frankreich             | Arkéa-B&B Hotels        | + 51 s           |
| 5.               | Ben Healy         | Irland                 | EF Education-EasyPost   | + 9 min 33 s     |
| 6.               | Carlos Rodríguez  | Spanien                | Ineos Grenadiers        | + 13 min 20 s    |
| 7.               | Mattias Skjelmose | Dänemark               | Lidl-Trek               | + 26 min 06 s    |
| 8.               | Romain Grégoire   | Frankreich             | Groupama-FDJ            | + 44 min 39 s    |
| 9.               | Joseph Blackmore  | Vereinigtes Königreich | Israel-Premier Tech     | + 55 min 56 s    |
| 10.              | Alex Baudin       | Frankreich             | EF Education-EasyPost   | + 58 min 07 s    |

| Mannschaftswertung | Mannschaftswertung              | Mannschaftswertung           | Mannschaftswertung |
| Team               | Team                            | Land                         | Zeit               |
| ------------------ | ------------------------------- | ---------------------------- | ------------------ |
| 1.                 | Team Visma \| Lease a Bike      | Niederlande                  | 137 h 47 min 08 s  |
| 2.                 | UAE Team Emirates XRG           | Vereinigte Arabische Emirate | + 18 min 21 s      |
| 3.                 | Arkéa-B&B Hotels                | Frankreich                   | + 29 min 58 s      |
| 4.                 | Decathlon AG2R La Mondiale Team | Frankreich                   | + 36 min 56 s      |
| 5.                 | Red Bull-BORA-hansgrohe         | Deutschland                  | + 37 min 13 s      |
| 6.                 | Groupama-FDJ                    | Frankreich                   | + 1 h 09 min 49 s  |
| 7.                 | Movistar Team                   | Spanien                      | + 1 h 13 min 05 s  |
| 8.                 | Ineos Grenadiers                | Vereinigtes Königreich       | + 1 h 20 min 35 s  |
| 9.                 | XDS Astana Team                 | Kasachstan                   | + 1 h 24 min 04 s  |
| 10.                | Team TotalEnergies              | Frankreich                   | + 1 h 28 min 57 s  |